# Massillon
Massillon és una població dels Estats Units a l'estat d'Ohio. Segons el cens del 2000 tenia 31.325 habitants.

## Demografia
Segons el cens del 2000, Massillon tenia 31.325 habitants, 12.677 habitatges, i 8.328 famílies. La densitat de població era de 722,1 habitants per km².
Dels 12.677 habitatges en un 29,8% hi vivien nens de menys de 18 anys, en un 47,8% hi vivien parelles casades, en un 13,8% dones solteres, i en un 34,3% no eren unitats familiars. En el 29,6% dels habitatges hi vivien persones soles el 13,6% de les quals corresponia a persones de 65 anys o més que vivien soles. El nombre mitjà de persones vivint en cada habitatge era de 2,4 i el nombre mitjà de persones que vivien en cada família era de 2,96.
Per edats la població es repartia de la següent manera: un 25,3% tenia menys de 18 anys, un 7,9% entre 18 i 24, un 28,1% entre 25 i 44, un 22,5% de 45 a 60 i un 16,1% 65 anys o més.
L'edat mediana era de 38 anys. Per cada 100 dones de 18 o més anys hi havia 85,5 homes.
La renda mediana per habitatge era de 32.734 $ i la renda mediana per família de 41.058 $. Els homes tenien una renda mediana de 32.021 $ mentre que les dones 22.327 $. La renda per capita de la població era de 17.633 $. Aproximadament el 8,3% de les famílies i el 10,7% de la població estaven per davall del llindar de pobresa.

## Poblacions més properes
El següent diagrama mostra les poblacions més properes.